# Vagliano Trophy

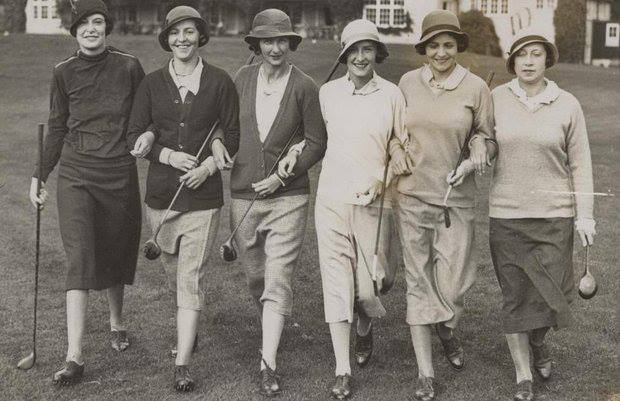
Vagliano Trophy 1931, Frans team

De Vagliano Trophy is een golftoernooi dat in 1931 werd opgericht.

## Frankrijk - Engeland
In de eerste jaren was het een teamwedstrijd tussen Franse en Britse speelsters. In het Franse team speelden onder meer de dames Vagliano en Lacoste! De trofee werd ter beschikking gesteld door André A Vagliano, meervoudig Frans amateurskampioen (strokeplay).

## Continentaal Europa - Verenigd Koninkrijk & Ierland
In 1959 werd de formule veranderd en sindsdien wordt het toernooi om het jaar gespeeld, alleen in de oneven jaren. In de even jaren wordt de Curtis Cup gespeeld. 

Tegenwoordig speelt een Brits-Iers team tegen een team van continentale Europese speelsters. De teams bestond eerst uit acht speelsters, nu uit negen speelsters en een captain. Het toernooi bestaat uit twee dagen. Iedere dag begint met vier foursomes en 's middags worden  singles gespeeld. De organisatie is in handen van de European Golf Association en de golffederatie van het land waar het toernooi wordt gespeeld. 
Het toernooi levert sinds 2011 punten op voor de wereldranglijst.
Junior Vagliano Trophy
In 2011 werd de Junior Vagliano Trophy geïntroduceerd. Daar spelen twee teams van zes speelsters die 16 jaar of jonger moeten zijn. Continentaal Europa won de eerste editie met 13-5, in 2013 won Europa met 14-4.

## Uitslagen
| Jaar | Baan                                             | Winnaar                       |             | Verliezer                     | Info |
| ---- | ------------------------------------------------ | ----------------------------- | ----------- | ----------------------------- | ---- |
| 1959 | County Louth Links, Ierland                      |                               |             |                               |      |
| 1961 |                                                  |                               |             |                               |      |
| 1963 | Muirfield                                        |                               |             |                               |      |
| 1965 |                                                  |                               |             |                               |      |
| 1967 |                                                  |                               |             |                               |      |
| 1969 |                                                  |                               |             |                               |      |
| 1971 |                                                  |                               |             |                               |      |
| 1973 |                                                  |                               |             |                               |      |
| 1975 | Muirfield ?                                      |                               |             |                               |      |
| 1977 |                                                  | Verenigd Koninkrijk & Ierland |             | Continentaal Europa           |      |
| 1979 | Royal Porthcawl, Wales                           | Continentaal Europa           | 12 - 12     | Verenigd Koninkrijk & Ierland | tie  |
| 1981 | Puerta de Hierro, Spanje                         | Continentaal Europa           | 14 - 10     | Verenigd Koninkrijk & Ierland |      |
| 1983 | Woodhall Spa, Engeland                           | Verenigd Koninkrijk & Ierland | 14 - 10     | Continentaal Europa           |      |
| 1985 | Hamburger Golf Club Falkenstein, Duitsland       | Verenigd Koninkrijk & Ierland | 14 - 10     | Continentaal Europa           |      |
| 1987 | Berkshire, Engeland                              | Verenigd Koninkrijk & Ierland | 15 - 9      | Continentaal Europa           |      |
| 1989 | Venetië, Italië                                  | Verenigd Koninkrijk & Ierland | 14,5 - 9,5  | Continentaal Europa           |      |
| 1991 | Nairn, Schotland                                 | Verenigd Koninkrijk & Ierland | 13,5 - 10,5 | Continentaal Europa           |      |
| 1993 | Morfontaine, Frankrijk                           | Verenigd Koninkrijk & Ierland | 13,5 - 10,5 | Continentaal Europa           |      |
| 1995 | Ganton Golf Club, Engeland                       | Continentaal Europa           | 14 - 10     | Verenigd Koninkrijk & Ierland |      |
| 1997 | Halmstad, Zweden                                 | Continentaal Europa           | 14 - 10     | Verenigd Koninkrijk & Ierland |      |
| 1999 | North Berwick, Schotland                         | Continentaal Europa           | 13 - 11     | Verenigd Koninkrijk & Ierland |      |
| 2001 | Circolo Golf Venezia, Italië                     | Continentaal Europa           | 13 - 11     | Verenigd Koninkrijk & Ierland |      |
| 2003 | County Louth Links, Ierland                      | Verenigd Koninkrijk & Ierland | 12,5 - 11,5 | Continentaal Europa           |      |
| 2005 | Golf de Chantilly, Frankrijk                     | Verenigd Koninkrijk & Ierland | 13 - 11     | Continentaal Europa           |      |
| 2007 | Fairmont St Andrews, Schotland (Torrance Course) | Continentaal Europa           | 15 - 9      | Verenigd Koninkrijk & Ierland |      |
| 2009 | Hamburger Golf Club Falkenstein, Duitakand       | Continentaal Europa           | 13 - 11     | Verenigd Koninkrijk & Ierland | ,    |
| 2011 | Royal Porthcawl, Wales                           | Continentaal Europa           | 15,5 - 8,5  | Verenigd Koninkrijk & Ierland |      |
| 2013 | Golf de Chantilly, Frankrijk                     | Continentaal Europa           | 16,5 - 7,5  | Verenigd Koninkrijk & Ierland |      |

## Records
De jongste deelnemers waren de zusjes Lisa en Leona Maguire. De tweeling was 14 jaar toen zij in het team werden opgenomen. Voor zover bekend zijn zij ook de eerste tweeling die de Vagliano Trophy speelden.

## Teams
| Jaar | Continentaal Europa | Verenigd Koninkrijk & Ierland |
| ---- | --- | --- |
| 1959 | | Philomena Garvey, Marley Spearman, Belle Robertson |
| 1961 | | Belle Robertson, Marley Spearman |
| 1963 | | Philomena Garvey, Belle Robertson, Jill Thornhill |
| 1965 | | Belle Robertson |
| 1967 | | Belle Robertson |
| 1969 | | Belle Robertson |
| 1971 | | Belle Robertson |
| 1983 | Elaine Berthet, M Buscani, Hilliwi Hagstrom, Viveca Hoff, Marita Koch, Regine Lautens, Liselotte Neumann, Macarena Tey                                                                     | Wilma Aitken, Jane Connachan, C Hortane, Beverley New, G Stewart, Vicky Thomas, Jill Thornhill, Claire Waite                                                        |
| 1985 | | Jill Thornhill |
| 1987 | | Jill Thornhill (captain) |
| 1989 | Silvia Cavalleri | Lora Fairclough, Catriona Matthew, Julie Otto, Jill Thornhill (captain)                                                                                             |
| 1991 | Silvia Cavalleri | Catriona Matthew, Julie Otto |
| 1993 | Silvia Cavalleri | Julie Otto |
| 1995 | Silvia Cavalleri | Julie Otto |
| 1997 | Silvia Cavalleri | Becky Morgan |
| 1999 | Stéphanie Arricau, Karine Icher, Marieke Zelsmann | Becky Morgan, Lesley Nicholson |
| 2001 | | Becky Brewerton |
| 2003 | Minea Blomqvist, Bettina Hauert | Becky Brewerton, Lynn Kenny, Anne Laing, Vikki Laing, Clare Queen                                                                                                   |
| 2005 | Emma Cabrera, Anne-Lise Caudal, Maria Hernandez, Sheila Lee, Pernilla Lindberg, Belen Mozo, Katharina Schallenberg, Alexandra Vilatte en Adriana Zwanck captain Macarena Campomanes        | Claire Coughlan, Felicity Johnson, Heather Macrae, Tricia Mangan, Anne Laing , Heather MacRae, Clare Queen, Kerry Smith en Sophie Walker captain Ada O'Sullivan     |
| 2007 | Denise Becker, Emma Cabrera, Carlota Ciganda, Valentine Derrey, Sandra Gal, Pernilla Lindberg, Belen Mozo, Anna Nordqvist, Caroline Westrup, captain Macarena Campomanes                   | Rachel Bell, Elizabeth Bennett, Krystle Caithness, Tara Delaney, Naomi Edwards, Sahra Hassan, Breanne Loucks, Melissa Reid en Kerry Smith, captain Mary McKenna     |
| 2009 | Lucie André, Pia Halbig, Rosanna Crépiat, Laura Gonzales-Escallon, Caroline Hedwall, Caroline Masson, Marieke Nivard, Marion Ricordeau, Adriana Zwank, captain Macarena Campomanes         | Jodi Ewart, Rachel Jennings, Leona Maguire, Lisa Maguire, Danielle McVeigh, Pamela Pretswell, Rhian Wyn Thomas, Kylie Walker en Sally Watson, captain Mary McKenna  |
| 2011 | Alexandra Bonetti, Celine Boutier, Manon Gidali, Camilla Hedberg, Lara Katzy, Therese Koelbaek, Sophia Popov, Madelene Sagstrom, Marta Silva Zamora                                        | Amy Boulden, Holly Clyburn, Louise Kenney, Leona Maguire, Kelsey MacDonald, Danielle McVeigh, Stephanie Meadow, Pamela Pretswell en Kelly Tidy                      |
| 2013 | Céline Boutier, Nicole Broch Larsen, Natalia Escuriola, Quirine Eijkenboom, Noemi Jimenez, Camilla Hedberg, Karolin Lampert, Emily Kristine Pedersen en Sophia Popov captain Anne Lanrezac | Amy Boulden, Gabriella Cowley, Hayley Davis, Georgia Hall, Becky Harries, Bronte Law, Stephanie Meadow, Alexandra Peters en Amber Ratcliffe captain Tegwen Matthews |

## Deelneemsters uit België en Nederland
- Laura Gonzales-Escallon en Marieke Nivard deden in 2009 mee Zie overzicht.
- Louise Van den Berghe deed 4x mee

## Hoogtepunten
In 1959 speelde de legendarische Ierse Philomena Garvey mee. Zij was 15x kampioen van Ierland en had in 1957 het Brits Amateur gewonnen. In 1964 werd zij de eerste vrouwelijke golfprofessional van Ierland.